# Авраменко, Степан Степанович
Степа́н Степа́нович Авра́менко (13 декабря 1918, Шамраевка, Киевская губерния — 7 сентября 2010, Москва) — советский партийный и государственный деятель, первый секретарь Амурского обкома КПСС (1964—1985), председатель Новосибирского облисполкома (1959—1964).

## Биография
Степан Степанович Авраменко родился 13 декабря 1918 года в селе Шамраевка (ныне — в Белоцерковском районе Киевской области). В 1935 году окончил Белоцерковский зооветеринарный техникум, в 1941 году — Белоцерковский сельскохозяйственный институт.
В 1941—1949 гг. — ветеринарный врач, главный ветврач, заведующий Барабинским районным отделом сельского хозяйства (Новосибирская область).
В 1949—1955 гг. — заместитель председателя Исполнительного комитета Барабинского районного Совета, заместитель начальника Новосибирского областного управления сельского хозяйства.
В 1955—1959 гг. — первый секретарь Барабинского горкома КПСС Новосибирской области,
в 1959—1964 гг. — председатель исполкома Новосибирского областного Совета (в 1962—1964 гг. — сельского облисполкома),
в 1964—1985 гг. — первый секретарь Амурского обкома КПСС.
Член КПСС с 1950 г. Член ЦК КПСС (1971—1986; кандидат в члены ЦК, 1966—1971). Депутат Совета Союза Верховного Совета СССР 6-11 созывов (1966—1989) от Новосибирской области (6 созыв, 1966—1970) и Амурской области (7-11 созывы, 1970—1989). В Верховный Совет 9 созыва избран от Белогорского избирательного округа № 110 Амурской области, член Комиссии по транспорту и связи.
С июня 1985 года на пенсии.
Похоронен в Москве на Троекуровском кладбище.

## Память
12 октября 2011 года на здании Правительства Амурской области была открыта мемориальная доска в память С. С. Авраменко.

## Награды
- Два ордена Ленина (1968, 1975)
- Три ордена Трудового Красного Знамени (1966, 1971, 1985)
- Орден Октябрьской Революции (1971)
- Орден Дружбы народов (1978)
- Девять медалей